# Stefan Viering
Stefan Viering (* 1946) ist ein deutscher Schauspieler und Hörspielsprecher.

## Leben und Karriere
Stefan Viering ist in Westfalen und dem Rheinland aufgewachsen. Er absolvierte eine Schauspielausbildung und hatte 1970 sein erstes Engagement am Theater Bonn. Parallel dazu übernahm er immer mal wieder kleinere Fernsehrollen. Es folgten weitere Engagements in Kassel, an der Freien Volksbühne in Berlin, am Theater am Turm und an den Städtischen Bühnen in Frankfurt. Von 1980 bis 1995 war Viering als freiberuflicher Schauspieler und Regisseur an den freien Theatern Lindenhof in Melchingen, in Zürich und Vaudeville tätig. Zusammen mit Margarethe Schreinemakers moderierte er von 1985 bis 1989 in der ARD die Musik- und Comedysendung Extratour, der Nachfolger des Musikladens von Radio Bremen. Er war bis 1998 Oberspielleiter am Landestheater Tübingen und konzentrierte sich dann vorwiegend auf die Schauspielerei. Am Badischen Staatstheater Karlsruhe hatte Viering von 2002 bis 2014 ein Engagement als Staatsschauspieler. Danach gastierte er als freier Schauspieler in Karlsruhe, Bonn, Ingolstadt, Stuttgart und anderen Orten, wo er meist mit Lesungen, Solo- und Kabarettprogrammen auftritt.
Er lebt in Karlsruhe.

## Filmografie
- 1974: Die Buchholzens (1 Folge)
- 1976: Der Winter, der ein Sommer war
- 1989: Schweinegeld
- 1994: Der Fahnder (1 Folge)
- 1995: Wolffs Revier (1 Folge)
- 1995: Balko (1 Folge)
- 1995: Tobias Totz und sein Löwe (Sprecher)
- 1996: SK-Babies (1 Folge)
- 1996: Bruder Esel (2 Folgen)
- 1998: Das vergessene Leben
- 1999: Jacks Baby
- 1999: Lupo und der Muezzin
- 2000: Pfeifer
- 2001: Ein Vater zum Verlieben
- 2002: Sperling (1 Folge)
- 2004: Unser Pappa – Herzenswünsche
- 2006: Spezialauftrag: Kindermädchen
- 2007: Tatort: Der Tote vom Straßenrand
- 2007: Schöne Aussicht (1 Folge)
- 2008: Bloch: Vergeben, nicht vergessen
- 2009: Der Dicke (2 Folgen)
- 2011: Nach der Hochzeit bin ich weg!
- 2018: Rentnercops: Jeder Tag zählt! (1 Folge)

## Hörspiele (Auswahl)
Die ARD-Hörspieldatenbank enthält (Stand: Dezember 2022) für den Zeitraum von 1973 bis 2019 insgesamt 57 Datensätze, in denen Stefan Viering als Sprecher geführt wird.
- 1973: Manfred Bieler: Der Kommandant (Wache) – Regie: Bodhan Denk (Hörspiel – HR/SWF)
- 1976: Roderich Feldes: Unfallursache (Amateurfilmer) – Regie: Horst H. Vollmer (Original-Hörspiel, Science-Fiction-Hörspiel – HR/SFB)
- 1977: Rainer Puchert: Der brennende Radfahrer (5. Stimme) – Regie: Otto Düben (Originalhörspiel, Kurzhörspiel – HR/SR)
- 1978: Alexander Gelman: Protokoll einer Sitzung (Junger Arbeiter/Ossetrow) – Bearbeitung und Regie: Hermann Treusch (Hörspiel – HR)
- 1979: Wolfgang Ecke: Meisterdetektiv Balduin Pfiff: Eine Handvoll Dieb – Redaktion und Regie: Petra Baum (Hörspielbearbeitung, Kinderhörspiel – HR)
- 1979: Eva Maria Mudrich: Eberhards Zimmer (Jürgen) – Regie: Ulrich Lauterbach (Hörspiel – HR)
- 1980: Harald Mueller: Das bunte Leben und der schwarze Tod von Walddorf (2 Teile) (3. katholische Hetzstimme) – Regie: Walter Adler (Originalhörspiel – HR/SFB/BR)
- 1983: John Richard Wright: Die Schuld – Regie: Werner Klein (Kurzhörspiel – WDR)
- 1983: Hermann Moers: Die Siedler – Regie: Sylvia Molzer (Kurzhörspiel – HR)
- 1985: Stefan Wächtershäuser, Christian Gebert: Märchen der Brüder Grimm: Die Suche (1. Teufel) – Regie: Christian Gebert (Hörspiel – HR)
- 2009: Martin Schemm: Das Heidenloch. Pfälzisches Schauerspiel (Pathologe/Zwischenrufer 2) – Regie: Iris Drögekamp (Hörspielbearbeitung, Mundarthörspiel – SWR)
- 2010: Hugo Rendler: Radio-Tatort: Finkbeiners Geburtstag (Hülse) – Regie: Mark Ginzler (Originalhörspiel, Kriminalhörspiel – SWR)
- 2012: Eugen Ruge: In Zeiten des abnehmenden Lichts (2 Teile) (Sondermann/Günther/Karajan) – Bearbeitung und Regie: Leonhard Koppelmann (Hörspielbearbeitung – SWF)
- 2015: Franz Werfel: Armenien und der Orient: Die vierzig Tage des Musa Dagh (2 Teile) (Krikor) – Bearbeitung und Regie: Kai Grehn (Hörspielbearbeitung – SWR/NDR/HR)
- 2019: Özlem Özgül Dündar: Guter Rat (8 Teile) Dokumentarische Serie um die Entstehung des Grundgesetzes (Pfeiffer/Strauß) – Regie: Petra Feldhoff (Hörspielbearbeitung, Dokumentarhörspiel – WDR/Deutschlandradio/BR)

## Theater
- 1970–1980: Theater Tübingen, Esslingen, Ulm, Köln, Zürich, Braunschweig, Frankfurt
- 1980: Tourneen mit fünf Soloprogrammen durch Deutschland
- 1995–1998: Landestheater Tübingen
- 1995–2002: Badisches Staatstheater Karlsruhe
- 2002–2011: Stadttheater Ingolstadt „Der Theatermacher“
- 2012: Kammertheater Karlsruhe, „The King’s Speech“
- 2013: Kammertheater Karlsruhe, „Sonny Boys“
- 2014: Stadttheater Ingolstadt, „Ein Mann, zwei Chefs“
- 2014: Stadttheater Ingolstadt, „Wie im Himmel“